# 剩飯

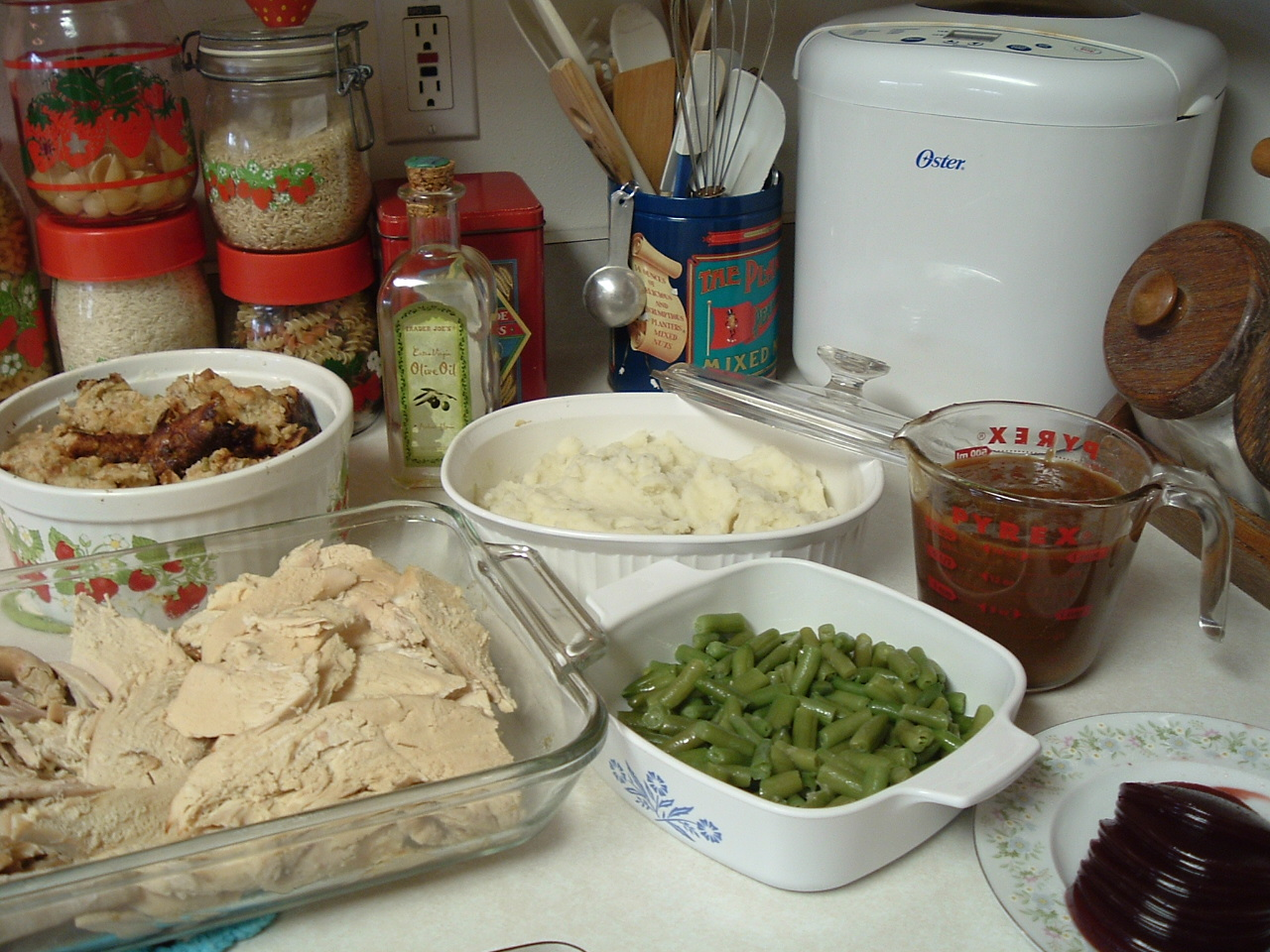
美國家庭的剩飯，包括薯茸、肉汁、小紅莓汁、四季豆和火雞肉

剩飯(英文：Leftovers)，又稱剩菜或剩食，是指用餐後剩餘的食物。至於在食物中不能被進食的部份，包括骨頭和果皮等則為廚餘。在一般家庭，剩飯通常會被留下，並於下一餐翻熱進食。在餐館用膳後，部份顧客會將剩飯打包回家，未有打包的則會被餐館棄置，但在速食店中，剩飯有時會被窮人取來進食，稱之為二手飯。
保留剩饭留待下一次食用相对于使其成为厨余来说更为环保，但需用冰箱小心保存，否则可能产生产生亚硝酸盐、霉菌等有害物质。

## 吃廚餘

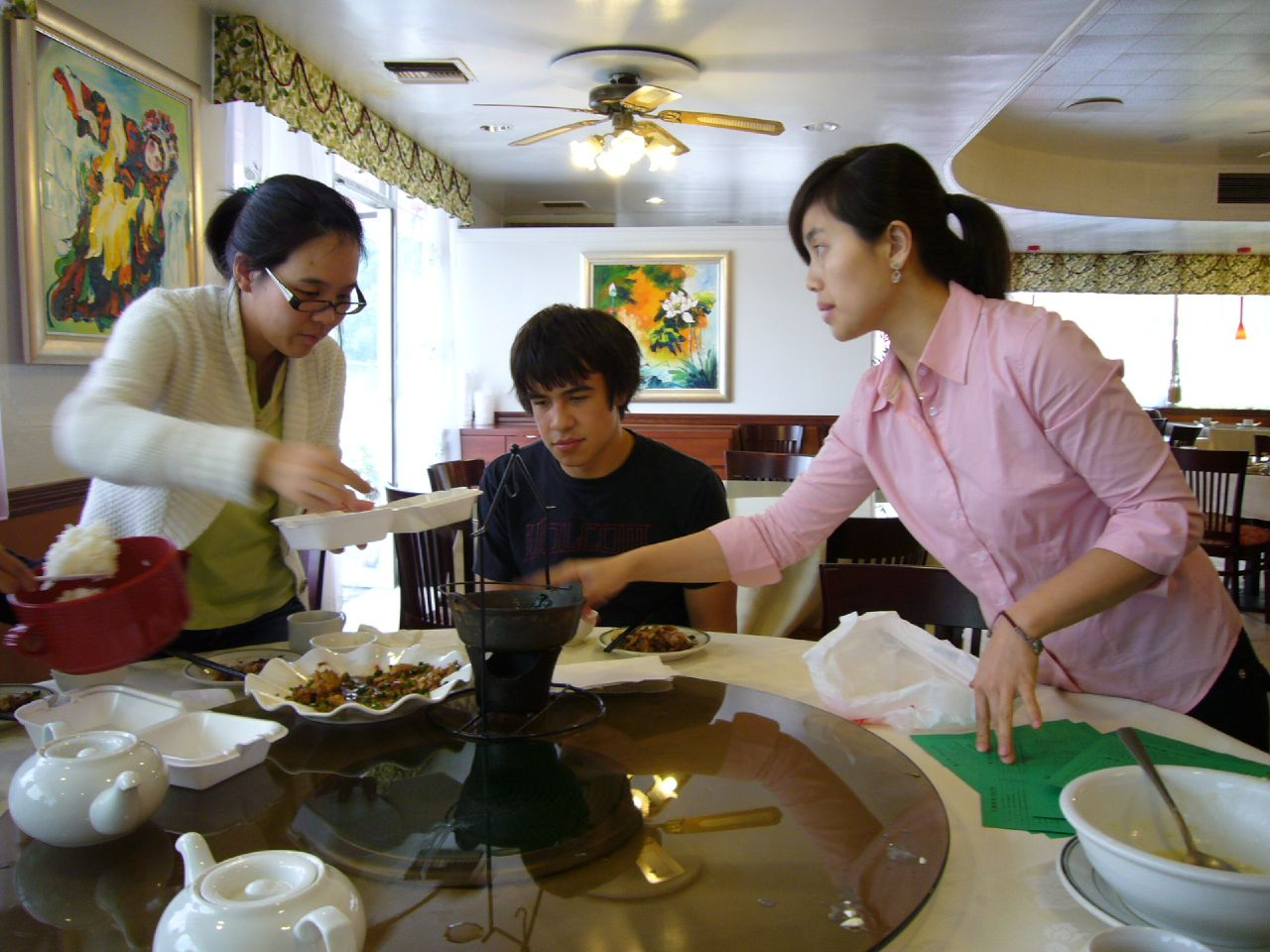
有人在餐廳吃飯結束後會把剩余食物打包帶走

在韓國，有企業從傳統泡菜的醃製保存方法的啟發，發明了一種名為"E-JEN"的改良食物儲存盒，利用在容器裡多一重的蓋，把食物間的多餘空氣和水份等因素排走，讓保存在容器裡的食物處於較接近真空的狀態，減慢食物變壞的速度。。
把餐後剩餘的食物帶走，在歐美國家是一種很平常的習慣；但在東亞社會，客人往往由於體面的問題而不好意思帶走吃剩的食物，使這些吃剩的食物浪費了。因此，東亞地區的廚餘問題比歐美國家較為嚴重。
香港地球之友於2010年開始「惜飲惜食」運動，呼籲企業舉行中式春茗時，把傳統12道菜式減少2道，避免因餸菜太多造成浪費，結果獲香港政府、企業等一百多個機構及部門的積極響應，預計因此可減少15%的食物浪費。

## 送廚餘
飯店的食客可能會將未食用的食物留給飯店丟棄，或將其帶走以備日後食用。若要帶走食物，吃飯的人可能會要求一個容器，或要求服務生將其包裝。這種容器俗稱“狗狗袋”(doggy bag or doggie bag)。該稱呼很可能是打包者礙於面子問題而假稱是要打包回家給寵物吃，而不是自己吃，而產生的一種委婉的說法。

## 轉化再造
2018年，香港一位母親為了不想浪費吃不完的蔬果，把蔬果製作成天然蠟筆，送給女兒。